# Distrito de Strzelin
Strzelin (polaco: powiat strzeliński) es un distrito (powiat) del voivodato de Baja Silesia (Polonia). Fue constituido el 1 de enero de 1999 como resultado de la reforma del gobierno local de Polonia aprobada el año anterior. Limita con otros seis distritos: al norte con Wrocław y Oława, al este con Brzeg, al sur con Nysa y Ząbkowice Śląskie y al oeste con Dzierżoniów; y está dividido en cinco municipios (gmina): dos urbano-rurales (Strzelin y Wiązów) y tres rurales (Borów, Kondratowice y Przeworno). En 2011, según el Oficina Central de Estadística polaca, el distrito tenía una superficie de 622,06 km² y una población de 43 861 habitantes.